# Audun illskälda
Audun illskälda (Auðun illskælda) var enligt Egils saga kung Harald Hårfagers äldste hirdskald, som kungen hade övertagit från sin far, Halvdan svarte av Vestfold. Han hade sin hedersplats i högsätet mittemot Harald.
Ingenting är känt om Auduns liv. Han bör, säger Finnur Jónsson, ha fötts före år 825, och kan knappast ha överlevt 800-talet. Enligt den inte helt historiska Skáldsaga Haralds hárfagra (Sagan om Harald Hårfagers skalder), som finns i Hauksbók, ska han ha varit frände till lendmannen (en vasalltitel) Torfinn i Naumdölafylke. Om han själv kom från samma trakt är omöjligt att veta.
Två gånger var Audun i onåd hos kung Harald, enligt samma saga. Första gången när han kvickt måste dikta en drapa om kungen och – kanske för att inspirationen tröt – "lånade" omkväde (stef) från en drapa som hans frände, skalden Ulf Sebbason, tidigare hade gjort. "Lånet" upptäcktes av en annan skald, som skvallrade för kungen. Det var till följd av detta plagiat som Audun fick tillnamnet illskälda. Ordet uttalas med hårt k, som i skald, och betyder "den skrale skalden". Drapan blev kallad Stolinstefja, det vill säga "drapan med stulet omkväde".
Andra gången Audun kom i onåd var när han och två andra skalder, Ölve hnuva och Torbjörn hornklove, utan att veta om varandras tilltag, framförde amorösa förslag till en fager änka på Nordmöre där kungen var på gästning. Kvinnan, som till råga på allt var kungens fränka, låtsades stämma möte med skalderna, fast vid olika tidpunkter och i skilda uthus, där de sedan blev inlåsta och fick sitta och frysa. Alla tre skalder författade var sin liten strof där de klagade över den lömska kvinnan. Historien är dock en vandringssägen och stroferna är knappast autentiska.
Det enda som återstår av Auduns konst är en halvstrof från en smädevisa om Orm skald, mannen som skvallrade för kungen att stefet (omkvädet) i Stolinstefja var stulet. 
Män dock borde om "Mullens
mjäkiga rem" tiga –
fast han ock Håars kannas
hälldagg kring sig dräller.
Kenningarna kan behöva förklaras: "Mullens mjäkiga rem" är en orm, och mannen hette Orm. Håar är ett annat namn för Oden, och dennes "kannas hälldagg" är skaldemjödet, det vill säga diktkonsten.